# Hyoran
Hyoran Kauê Dalmoro (Chapecó, 25 maggio 1993) è un calciatore brasiliano, centrocampista dello Sport Recife in prestito dall'Internacional.

## Caratteristiche tecniche
È un trequartista.

## Carriera

### Club
Ha esordito il 7 settembre 2014 con la maglia della Chapecoense in un match vinto 1-0 contro il Goiás.
Il 28 novembre 2016 si salva dal disastro aereo cha ha coinvolto la squadra della Chapecoense in quanto infortunato e quindi non in volo.

## Statistiche

### Presenze e reti nei club
Statistiche aggiornate al 21 novembre 2017.
| Stagione           | Squadra            | Campionato         | Campionato | Campionato | Coppe nazionali | Coppe nazionali | Coppe nazionali | Coppe continentali | Coppe continentali | Coppe continentali | Altre coppe | Altre coppe | Altre coppe | Totale | Totale | Totale |
| Stagione           | Squadra            | Comp               | Pres       | Reti       | Comp            | Pres            | Reti            | Comp               | Pres               | Reti               | Comp        | Pres        | Reti        | Pres   | Reti   |        |
| ------------------ | ------------------ | ------------------ | ---------- | ---------- | --------------- | --------------- | --------------- | ------------------ | ------------------ | ------------------ | ----------- | ----------- | ----------- | ------ | ------ | ------ |
| 2012               | Flamengo-SP        | PAU3               | 7          | 0          |                 | -               | -               |                    | -                  | -                  |             | -           | -           | 7      | 0      |        |
| 2014               | Chapecoense        | A+CAT              | 4+0        | 0          | CB              | 0               | 0               |                    | -                  | -                  |             | -           | -           | 4      | 0      |        |
| 2015               | Chapecoense        | A+CAT              | 17+18      | 0+1        | CB              | 3               | 3               | CS                 | 0                  | 0                  |             | -           | -           | 38     | 4      |        |
| 2016               | Chapecoense        | A+CAT              | 20+10      | 2+2        | CB              | 4               | 0               | CS                 | 2                  | 0                  |             | -           | -           | 36     | 4      |        |
| Totale Chapecoense | Totale Chapecoense | Totale Chapecoense | 69         | 5          |                 | 7               | 3               |                    | 2                  | 0                  |             | -           | -           | 78     | 8      |        |
| 2017               | Palmeiras          | A+PAU              | 5+1        | 1+0        | CB              | 0               | 0               | CL                 | 0                  | 0                  |             | -           | -           | 6      | 1      |        |
| Totale carriera    | Totale carriera    | Totale carriera    | 81         | 6          |                 | 7               | 3               |                    | 2                  | 0                  |             | -           | -           | 90     | 9      |        |

## Palmarès

### Competizioni statali
- Campionato Catarinense: 1

Chapecoense: 2016

### Competizioni internazionali
- Coppa Sudamericana: 1

Chapecoense: 2016

### Competizioni nazionali
- Campionato brasiliano: 2

Palmeiras: 2018
Atlético Mineiro: 2021
- Coppa del Brasile: 1

Atlético Mineiro: 2021